# منتخب برمودا لكأس فيد
منتخب برمودا لكأس فيد (بالإنجليزية: Bermuda Fed Cup team)‏ هو ممثل برمودا الرسمي في كرة المضرب في كأس فيد
.